# Trohîmbrid
Trohîmbrid (în rusă Трохимброд, transliterat: Trohimbrod, în ucraineană Трохимбрід, transliterat: Trohîmbrid, în poloneză Sofievka / Zofiówka) a fost un sat fondat în 1835. Cu o suprafată de 1.728 de acri era localizat în vestul Ucrainei, dar care era o parte a Poloniei, la vreo 30 km în nord-estul orașului Luțk.

## Istoria
Trohîmbrid a avut o populație de 1.200 (235 de familii) de locuitori în 1889, care a crescut la 1.580 de locuitori în 1897.
În desfășurarea Războiului Polonez-Sovietic, orașul a fost capturat de Polonia. În 1938 populația evreiască a crescut până la 3.000 de locuitori.
Au fost 7 sinagogi în Trohîmbrid. În 1940 orașul și Ucraina de Vest a devenit o parte a Uniunii Sovietice. Rabinul a fost Gershon Weissmann. Comuniștii l-au exilat în Siberia.
Mai târziu, când naziștii au ocupat Ucraina, ei au format un ghetou în Trohîmbrid, aducând evrei din satele din apropiere. Ghetoul a fost lichidat de naziști în august și septembrie 1942. Aproape toți evreii din Lozișt (un sat vecin cu Trohîmbrid) au fost uciși ca evreii din Volînia. Poliția locală ucraineană i-a ajutat pe evrei. Nu mai mulți de 200 de evrei din Trohîmbrid și din locuri din apropiere au supraviețuit masacrului. Întregul sat a fost distrus de foc. Acum se găsesc numai păduri și terenuri.
Cațiva săteni au încercat să scape de execuție și de distrugere. La sfârșitul războiului, supraviețuitorii numărau între 33 și 40; majoritatea au fost găsiți într-un loc de lângă Luțk.

## Trohîmbrid în literatură
O versiune literară a ștetl-ului (satului) Trachimbrod, lansată în 2002 și intitulată Totul e iluminat (Everything is illuminated) de Jonathan Safran Foer, ca în filmul din 2005, inspirat din carte.
Povestea lui Safran Foer descrie evenimente în sat între 1791, anul în care shtetl-ul a fost prima dată numit și 1941, când a fost distrus în război. Protagonistul lui Safran Foer (care poartă numele autorului, care este cunoscut și ca „Eroul”) vine în Ucraina să vadă o femeie numită Augustine, care l-a salvat pe bunicul lui în vremea războiului.